# حوزه موشکی وایت سندز
حوزه موشکی وایت سندز (انگلیسی: White Sands Missile Range؛ (مخفف انگلیسی: WSMR)) یک منطقهٔ آزمایش نظامی است که توسط نیروی زمینی ایالات متحده اداره می‌شود. این حوزه در ابتدا تحت عنوان زمین آزمایش وایت سندز در ۹ ژوئیهٔ ۱۹۴۵ تأسیس شد. پارک ملی وایت سندز در این حوزه قرار دارد.

## رویدادهای مهم
- اولین بمب اتمی (با اسم رمز ترینیتی) در ۱۶ ژوئیهٔ ۱۹۴۵، هفت روز پس از پایه‌گذاری میدان آزمایش وایت سندز، در سایت ترینیتی در نزدیکی مرز شمالی حوزه، به‌طور آزمایشی منفجر شد.[۷]
- پس از پایان جنگ جهانی دوم، ۱۰۰ موشک آلمانی دوربرد وی-۲ که توسط نیروهای نظامی ایالات متحده مصادره شده‌بودند، به حوزهٔ موشکی وایت سندز آورده شدند. از این تعداد، ۶۷ فروند در سال‌های میان ۱۹۴۶ و ۱۹۵۱ از سایت پرتاب وی-۲ وایت سندز به‌طور آزمایشی پرتاب شدند (به دنبال آن، آزمایش موشک‌های آمریکایی نیز انجام شد که تا به امروز نیز در کنار آزمایش سایر فناوری‌ها ادامه داشته‌است).
- شاتل فضایی کلمبیا متعل به ناسا در ۳۰ مارس ۱۹۸۲ به‌عنوان پایانی برای مأموریت اس‌تی‌اس-۳ بر روی نوار نورتروپ در حوزهٔ موشکی وایت سندز فرود آمد.[۸] این تنها باری بود که ناسا از حوزهٔ موشکی وایت سندز به‌عنوان محل فرود شاتل فضایی استفاده کرد.

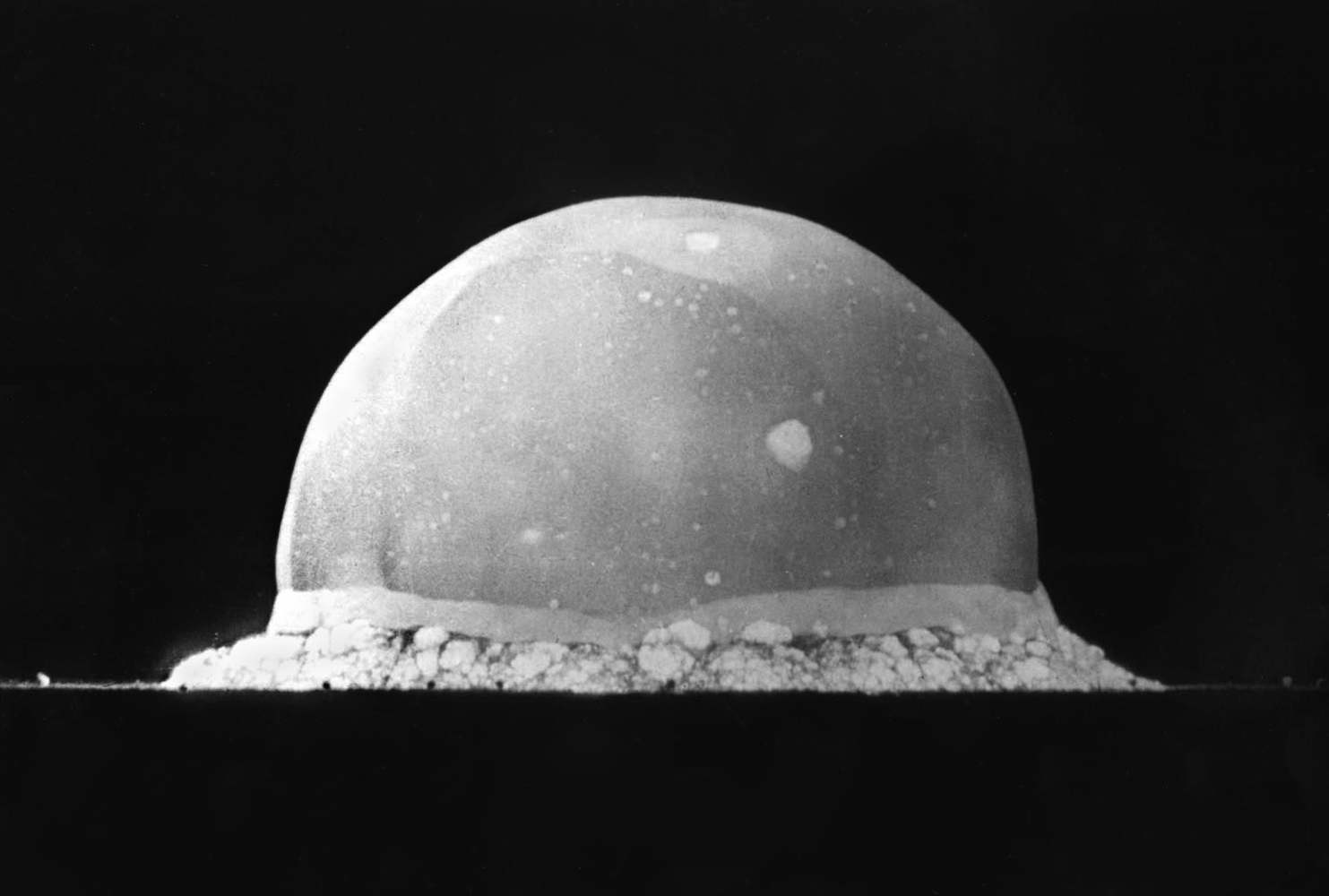
محل انفجار ترینیتی که در سال ۱۹۴۵ انجام شد، به بخشی از حوزهٔ موشکی وایت سندز تبدیل شد.

### حادثه‌ها
- در ۱۵ مهٔ ۱۹۴۷ درست پس از ساعت ۴ بعد از ظهر، یک موشک وی-۲ که از میدان آزمایش وایت سندز، نیومکزیکو شلیک شد، از مسیر منحرف شد و در ۴ مایلی شمال شرقی الماگوردو، نیومکزیکو فرود آمد.[۹]
- در ۲۹ مهٔ ۱۹۴۷ در ساعت ۷:۳۲ بعد از ظهر، یک راکت وی-۲ آلمانی که از میدان آزمایش وایت سندز شلیک شد، از مسیر منحرف شد، در بالای یک تپهٔ سنگی در ۳٫۵ مایلی جنوب منطقهٔ تجاری خوارز، مکزیک، منفجر شد و یک دهانه به عمق ۲۴ فوت و عرض ۵۰ فوت را از خود به‌جا گذاشت.[۹][۱۰]
- در ۱۱ ژوئیهٔ ۱۹۷۰، نیروی هوایی ایالات متحده یک راکت ژرفاسنج آتنای مجهز به وسیلهٔ نقلیه وی-۱۲۳-دی را از مجتمع پرتاب گرین ریور در یوتا پرتاب کرد. در حالی که هدف مورد نظر آن در داخل حوزهٔ موشکی وایت سندز بود، موشک در عوض به سمت جنوب پرواز کرد و به نقطه‌ای در فاصلهٔ ۱۸۰ تا ۲۰۰ مایلی جنوب مرز مکزیک در صحرای ماپیمی در گوشهٔ شمال شرقی ایالت دورانگوی مکزیک برخورد کرد.[۱۱]

## جغرافیا
حوزهٔ موشکی وایت سندز که بزرگ‌ترین تأسیسات نظامی در ایالات متحده است، منطقه‌ای به وسعت تقریبی ۸٬۳۰۰ کیلومتر مربع (۳٬۲۰۰ مایل مربع) را در بر می‌گیرد که شامل بخش‌هایی از پنج شهرستان در جنوب نیومکزیکو است:
1. شهرستان دونا آنا
2. شهرستان اوترو
3. شهرستان سوکورو
4. شهرستان سیرا
5. شهرستان لینکلن

### پایگاه‌های نظامی نزدیک
- حوزهٔ موشکی وایت سندز از جنوب با مجتمع حوزهٔ مک‌گرگور به وسعت ۲٬۴۰۰ کیلومتر مربع (۶۰۰٬۰۰۰ جریب فرنگی) در فورت بلیس (جنوب شرقی حوضه تولاروزا و در اوترو مسا[۱۲]) دارای مرز مشترک است که این موضوع آن‌ها را به مناطقی پیوسته برای آزمایش نظامی تبدیل می‌کند.[۱۳]
- پایگاه نیروی هوایی هالومن از شرق با حوزهٔ موشکی وایت سندز هم‌مرز است.

### شهرهای نزدیک
- لاس کروسس، نیومکزیکو در غرب
- الماگوردو، نیومکزیکو در شرق
- چاپارل، نیومکزیکو در جنوب
- ال پاسو، تگزاس در جنوب

### پارک ملی و پناهگاه حیات وحش
مناطق طبیعی تحت حفاظت فدرال زیر در حوزهٔ موشکی وایت سندز قرار دارند:
- پارک ملی وایت سندز
- پناهگاه ملی حیات وحش سن آندرس

## حمل و نقل

### بزرگراه‌های اصلی
- بزرگراه ۷۰ ایالات متحده از قسمت جنوبی حوزه در جهت غرب به شمال شرقی عبور می‌کند و در طول شلیک‌های آزمایشی در این حوزه، در معرض بسته‌شدن دوره‌ای جاده است.
- ان‌ام ۲۱۳ از سمت جنوب از چاپارل، نیومکزیکو وارد محدوده می‌شود و در بزرگراه ۷۰ ایالات متحده خاتمه می‌یابد.

### فرودگاه‌های نزدیک
- فرودگاه بین‌المللی لاس کروسیز - از ۲۵ ژوئیهٔ ۲۰۰۵، در زمانی که شرکت هواپیمایی وست‌وارد فعالیت خود را متوقف کرد، هیچ پرواز مسافری تجاری منظم و برنامه‌ریزی‌شده‌ای از این فرودگاه انجام نشده‌است. هوانوردی عمومی، گارد ملی ارتش نیومکزیکو (۴ هلیکوپتر یواچ-۷۲ لاکوتا)، چارترهای خصوصی و گشت‌های هوایی غیرنظامی از این فرودگاه استفاده می‌کنند.
- فرودگاه بین‌المللی ال پاسو - نزدیک‌ترین فرودگاه به حوزهٔ موشکی وایت سندز با پروازهای تجاری منظم.

## بناهای تاریخی ملی
مکان‌های تاریخی ثبت‌شدهٔ واقع‌شده در حوزهٔ موشکی وایت سندز شامل موارد زیر هستند:
- سایت ترینیتی: در نوامبر ۱۹۴۴ برای آزمایش هسته‌ای ترینیتی، که در ۱۶ ژوئیهٔ ۱۹۴۵ انجام شد، انتخاب شد.[۱۴] (ثبت‌شده به‌عنوان منطقهٔ تاریخی ملی در ۲۱ دسامبر ۱۹۶۵،[۱۵] ثبت ملی مکان تاریخی در ۱۵ اکتبر ۱۹۶۶).[۱۶]
- سایت پرتاب وی-۲ وایت سندز: یک شلیک آزمایشی استاتیک موشک وی-۲ در ۱۵ مارس ۱۹۴۶ انجام شد و نخستین پرتاب موشک وی-۲ توسط ایالات متحده نیز در ۱۶ آوریل ۱۹۴۶ انجام گرفت (ثبت به‌عنوان منطقهٔ مهم در ۳ اکتبر ۱۹۸۵).[۱۷]

## عملیات جاری

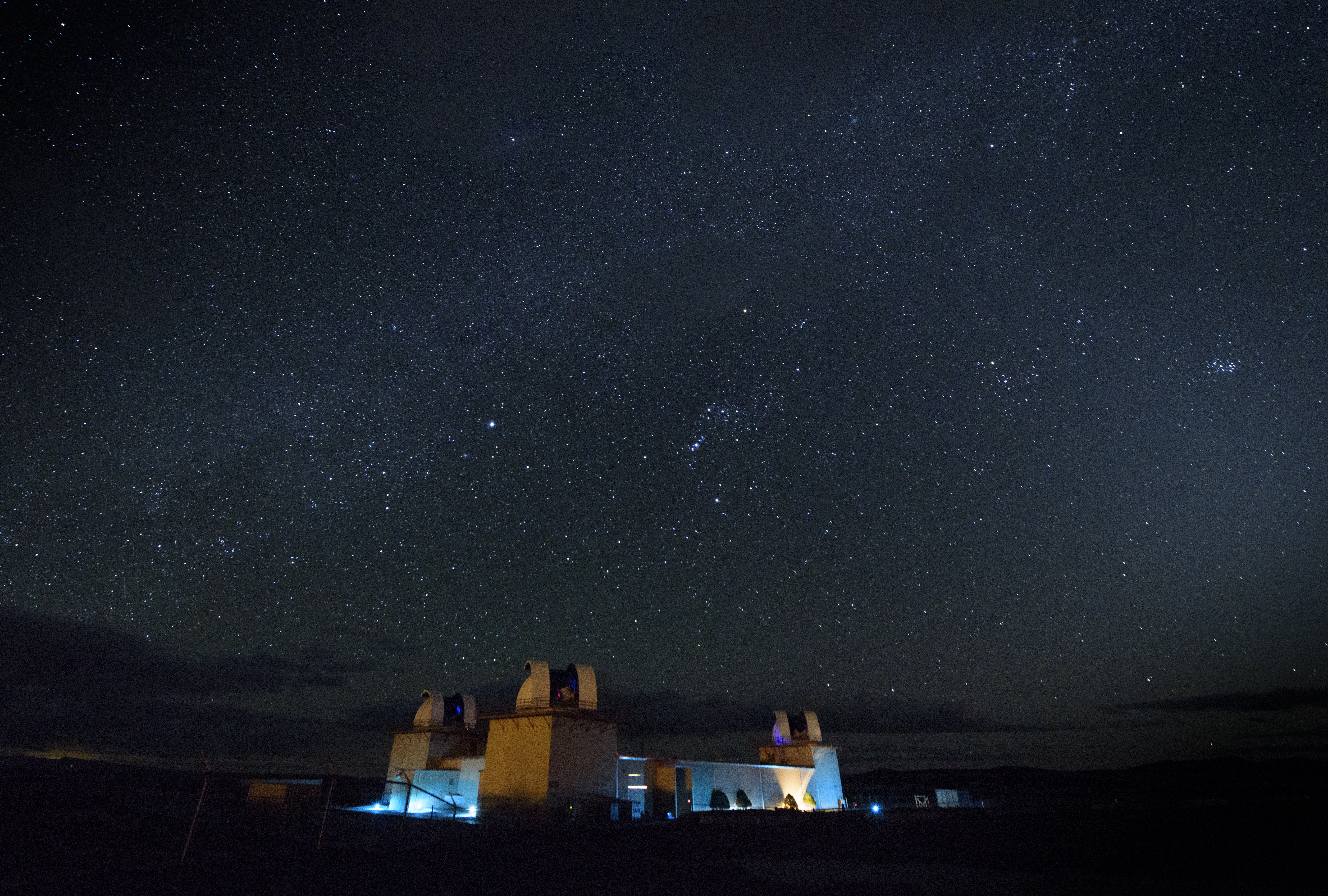
تلسکوپ‌های نظارتی فضای ژرف الکترواپتیکی زمینی که مأموریت نظارت فضایی را انجام می‌دهند.

مرکز آزمایش وایت سندز، که مقر آن در منطقهٔ پست حوزهٔ موشکی وایت سندز قرار دارد، دارای شعبه‌هایی برای سامانه‌های تاکتیکی سرنشین‌دار و تشعشعات الکترومغناطیسی است و آزمایش موشک و عملیات بازیابی حوزه را انجام می‌دهد. سایر عملیاتی که در زمین‌های حوزهٔ موشکی وایت سندز انجام می‌شوند عبارتند از:
- مجتمع آزمایش پرواز ابورت برای سکوی ابورت-۱
- مجتمع پرتاب وایت سندز ۳۷ که برای آزمایش‌های نایک هرکول ساخته شده‌است
- مجتمع پرتاب وایت سندز ۳۸ که برای آزمایش‌های نایک زئوس ساخته شده و از ساختمان کنترل پرتاب آن اکنون برای کنترل شلیک موشک‌های پاتریوت استفاده می‌شود.
- «پست اصلی حوزهٔ موشکی وایت سندز» که شامل چندین منطقهٔ کوچک‌تر مانند منطقهٔ مسکونی، زمین گلف، «منطقهٔ نیروی دریایی» و «منطقهٔ فنی» است[۱۹] (یک میدان تیراندازی تفریحی درست در داخل «دروازهٔ ال پاسو» در جنوب حوزه قرار دارد که خارج از محدودهٔ پست اصلی است).
  - تورها و نمایشگاه‌های موزه حوزهٔ موشکی وایت سندز، که شامل یک موشک وی-۲، که پس از بازسازی در مهٔ ۲۰۰۴ به موزه بازگردانده شد، می‌شود.
  - تالار مشاهیر وایت سندز، که دارای اعضایی مانند اولین فرماندهٔ حوزه (۱۹۴۵–۱۹۴۷)، سرهنگ هارولد ترنر (پیوسته به تالار مشاهیر در سال ۱۹۸۰) است.[۲۰]
  - مرکز ۱۹۷۲ وزارت دفاع برای اقدامات متقابل (CCM)، که مهمات هدایت‌شوندهٔ دقیق و سایر دستگاه‌ها را در محیط‌های پادکار الکترونیکی و پادکار اقدامات متقابل ارزیابی می‌کند.[۲۱]
- ایستگاه زمینی ناسا در تأسیسات آزمایشی وایت سندز ۱۹۶۳ برای ماهواره‌های ردیابی و بازپخش داده‌ها و ایستگاه زمینی رصدخانه پویایی‌شناسی خورشید با ۲ آنتن به ارتفاع ۱۸-متر (۵۹-فوت).
- تأسیسات قلهٔ اسکورای شمالی متعلق به ادارهٔ انرژی هدایت‌شدهٔ آزمایشگاه تحقیقات نیروی هوایی

## آموزش
مدارس دولتی لاس کروسیز ادارهٔ مدرسهٔ وایت سندز واقع در مناطق تحت مالکیت حوزهٔ موشکی را بر عهده دارد.